# Ершовит
Ершовит (англ. Ershovite) — довольно редкий минерал, силикат. Назван в честь Вадима Викторовича Ершова.

## Свойства
Ершовит имеет зеленоватый цвет, триклинную сингонию, маленькую твёрдость по шкале Мооса, плотность 2.72, белый цвет черты, стеклянный блеск, примеси Mg,Ca, формулу K3Na4(Fe,Mn,Ti)2Si8O20(OH,O)4×4H2O.